# Yuichi Yoda
Yuichi Yoda (要田 勇一 Yoda Yuichi?, nacido el 25 de junio de 1977 en Hyogo) es un exfutbolista japonés. Jugaba de delantero y su último club fue el AC Nagano Parceiro de Japón.

## Trayectoria

### Clubes
| Club               | País     | Año         |
| ------------------ | -------- | ----------- |
| Vissel Kobe        | Japón    | 1996 - 1998 |
| Yokohama FC        | Japón    | 2000 - 2001 |
| Shizuoka FC        | Japón    | 2001 - 2002 |
| Central Kobe       | Japón    | 2003 - 2004 |
| Fernando la Mora   | Paraguay | 2004        |
| JEF United Chiba   | Japón    | 2004 - 2006 |
| AC Nagano Parceiro | Japón    | 2007 - 2010 |

## Palmarés

### Títulos nacionales
| Título         | Club             | País  | Año  |
| -------------- | ---------------- | ----- | ---- |
| Copa J. League | JEF United Chiba | Japón | 2005 |
| Copa J. League | JEF United Chiba | Japón | 2006 |